# Ortocupolărotondă pentagonală
În geometrie ortocupolărotonda pentagonală este un poliedru care poate fi construit unind o cupolă pentagonală (J5) și o rotondă pentagonală (J6) prin bazele lor decagonale, astfel încât fețele pătrate ale cupolei să fie adiacente triunghiurilor echilaterale ale rotondei. Este poliedrul Johnson J32. Nu este tranzitivă pe vârfuri.

## Poliedre înrudite
O rotație de 36° a uneia dintre cele două componente în jurul axei sale de simetrie înainte de îmbinare produce o girocupolărotondă pentagonală (J33).

## Mărimi asociate
Următoarele formule pentru arie A și volum V sunt stabilite pentru lungimea laturilor tuturor poligoanelor (care sunt regulate) a:
{\displaystyle A=\left(5+{\frac {1}{4}}{\sqrt {1900+490{\sqrt {5}}+210{\sqrt {75+30{\sqrt {5}}}}}}\right)a^{2}\approx 23,538532\,a^{2},}
{\displaystyle V={\frac {5}{12}}\left(11+5{\sqrt {5}}\right)a^{3}\approx 9,241808\,a^{3}.}